# Étrépilly (Seine-et-Marne)
Étrépilly ist eine französische Gemeinde mit 813 Einwohnern (Stand: 1. Januar 2022) im Département Seine-et-Marne in der Region Île-de-France. Sie gehört zum Arrondissement Meaux und ist Teil des Kantons La Ferté-sous-Jouarre (bis 2015: Kanton Lizy-sur-Ourcq). Die Einwohner werden Étrépillois (auch Sterpiliaciens) genannt.

## Geographie
Étrépilly liegt etwa neun Kilometer nordöstlich von Meaux und etwa 47 Kilometer ostnordöstlich von Paris am Fluss Thérouanne. Umgeben wird Étrépilly von den Nachbargemeinden Puisieux im Norden und Nordwesten, Vincy-Manœuvre im Norden und Nordosten, Trocy-en-Multien im Osten, Congis-sur-Thérouanne im Südosten, Varreddes im Süden, Chambry und Barcy im Südwesten sowie Marcilly im Westen.

## Bevölkerungsentwicklung
| Jahr                      | 1962 | 1968 | 1975 | 1982 | 1990 | 1999 | 2006 | 2013 |
| Einwohner                 | 391  | 391  | 481  | 508  | 612  | 812  | 824  | 858  |
| Quelle: Cassini und INSEE |      |      |      |      |      |      |      |      |

## Sehenswürdigkeiten
- Kirche Saint-Jean-Baptiste, Monument historique

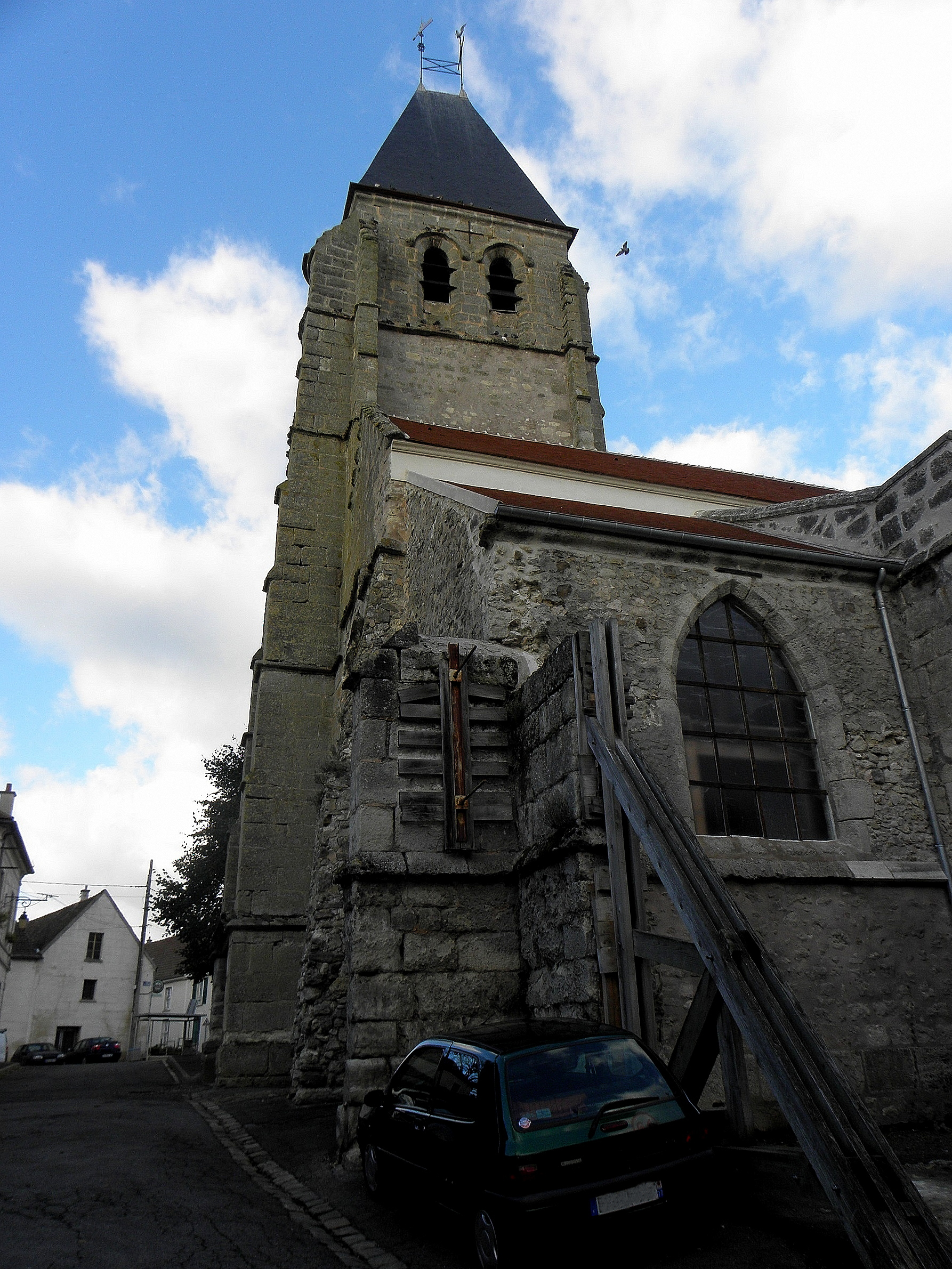
Kirche Saint-Jean-Baptiste

- Schloss Lonvilliers
- Nationalfriedhof